# شرفات
شرفات (عربی: شرفات) منطقه‌ای مسکونی در فلسطین است.